# 蒲吕街道
蒲吕镇，是中华人民共和国重庆市铜梁区下辖的一个乡镇级行政单位。

## 行政区划
蒲吕镇下辖以下地区：
葫芦社区、新市社区、善心村、康济村、平安村、大坪村、龙山村、人和村、沙心村、龙桥村、石虎村、大塘村、新联村、沙坝村和青山村。